# Lennart Tomner
Nils Lennart Arne Tomner, född 12 maj 1919 i Hammarlövs församling, Malmöhus län, död 13 november 2007 i Hyllie församling, Malmö, var en svensk arkivarie. Han var bror till Sigvard Tomner.
Efter studentexamen i Malmö 1939 blev Tomner filosofie magister 1945 och filosofie licentiat vid Lunds universitet 1952. Han blev tjänsteman vid Landsarkivet i Lund 1951, arkivarie vid Malmö stadsarkiv 1960 och var stadsarkivarie där 1965–83.
Av Tomners skrifter kan nämnas Malmö och dess privilegiebrev av år 1353 jämte privilegiebrevet i svensk översättning (i "Malmö i hävd och handling", 1953), Malmö – ett bildverk (1954), Från Fugger till Kreuger (1957), Förteckning över rådhusrättens och magistratens i Ystads arkiv och förteckningar över Auktionskammarens i Ystads arkiv (1959) samt Christen Skeels Resedagbok 1619-1627 (1962). Han medverkade även i verket "Malmö stads historia".